# Heisebachtal in Kassel
Das Heisebachtal in Kassel ist ein Natur- und ein Landschaftsschutzgebiet in der hessischen Stadt Kassel.

## Allgemeines
Das Naturschutzgebiet mit der Gebietsnummer 1633106 ist 13,79 Hektar groß, das Landschaftsschutzgebiet ist 7,32 Hektar groß. Beide Schutzgebiete grenzen direkt aneinander. Im Süden und Osten grenzt das Naturschutzgebiet an Teile des Landschaftsschutzgebietes „Stadt Kassel“. Natur- und Landschaftsschutzgebiet wurden zum 4. Dezember 1990 ausgewiesen.

## Beschreibung
Natur- und Landschaftsschutzgebiet liegen im Südwesten der Stadt Kassel. Das Naturschutzgebiet umfasst ein Feuchtgebiet, das größtenteils mit Gehölzen bestanden ist. Darin sind Gewässer mit offenen Wasserflächen eingebettet. Stellenweise sind Schilfzonen ausgebildet. Nach Süden und Westen schließen sich Grünlandbereiche an, die landwirtschaftlich genutzt werden. Das nach Norden anschließende Landschaftsschutzgebiet wird überwiegend von landwirtschaftlich genutzten Grünlandbereichen geprägt, die teilweise durch Gehölzreihen gegliedert sind.